# Suda Takeshi
Takeshi Suda (sinh ngày 1 tháng 4 năm 1983) là một cầu thủ bóng đá người Nhật Bản.

## Sự nghiệp câu lạc bộ
Takeshi Suda đã từng chơi cho Sanfrecce Hiroshima.